# Bokguldmal
Bokguldmal (Phyllonorycter maestingellus) är en fjärilsart som först beskrevs av Otto Friedrich Müller 1764.  Bokguldmal ingår i släktet guldmalar, och familjen styltmalar. Arten är reproducerande i Sverige.